# Ridgeville (Wisconsin)
Ridgeville es un pueblo ubicado en el condado de Monroe en el estado estadounidense de Wisconsin. En el Censo de 2010 tenía una población de 501 habitantes y una densidad poblacional de 5,65 personas por km².

## Geografía
Ridgeville se encuentra ubicado en las coordenadas 43°51′21″N 90°35′43″O / 43.85583, -90.59528. Según la Oficina del Censo de los Estados Unidos, Ridgeville tiene una superficie total de 88.66 km², de la cual 88.56 km² corresponden a tierra firme y (0.11%) 0.09 km² es agua.

## Demografía
Según el censo de 2010, había 501 personas residiendo en Ridgeville. La densidad de población era de 5,65 hab./km². De los 501 habitantes, Ridgeville estaba compuesto por el 95.81% blancos, el 0% eran afroamericanos, el 0.6% eran amerindios, el 0.6% eran asiáticos, el 0% eran isleños del Pacífico, el 2% eran de otras razas y el 1% pertenecían a dos o más razas. Del total de la población el 2.4% eran hispanos o latinos de cualquier raza.